# Pasikhan
Pasīkhān (persiska: پسیخان) är en ort i Iran.   Den ligger i provinsen Gilan, i den nordvästra delen av landet, 240 km nordväst om huvudstaden Teheran. Pasīkhān ligger 1 meter över havet och antalet invånare är 609.
Terrängen runt Pasīkhān är platt, och sluttar norrut. Runt Pasīkhān är det tätbefolkat, med 659 invånare per kvadratkilometer. Närmaste större samhälle är Rasht, 10,4 km öster om Pasīkhān. Trakten runt Pasīkhān består till största delen av jordbruksmark.